# Elektrofilna adicija
Elektrofilna adicija je organska kemijska reakcija,  v kateri se v spojini pretga π-vez, iz nje pa nastaneta dve novi kovalentni vezi. Predpogoj za potek adicijske reakcije je torej dvojna ali trojna vez.

## Reakcijski mehanizem
Prvi korak elekrofilne adicije je pojav elektrofila E+, ki je dovolj elektrofilen, da prekine dvojno vez C=C, tako da nastane π-kompleks, v katerem si trije centri delijo dva elektrona:
Če je elektrofil kation H+, nastane karbokation:
V drugem koraku se na vmesni π-kompleks veže nukleofil:
Če je vmesni kompleks karbokation, poteče naslednja reakcija:

V vseh asimetričnih adicijah na ogljikov atom je pomembna regionalna selektivnost, ki je pogosto določena s pravilom Markovnikova. Zanimivo je, da se organoborani obnašajo ravno nasprotno Markovnikovemu pravilu. Elektrofilni napad na aromatski sistem ne sproži adicije, pač pa elektrofilno aromatsko substitucijo.

## Značilne elektrofilne adicije
Značilne elektofilne adicije na alkene so:
- adicija halogena (X2, halogeniranje):

R-CH=CH2 + X2 → R-CHX-CH2X
- adicija halogenovodika (HX, hidrohalogeniranje):

R-CH=CH2 + HX → R-CHX-CH3 (velja pravilo Markovnikova)
- adicija vode (H2O, hidriranje):

R-CH=CH2 + H2O → R-CH(OH)-CH3 (velja pravilo Markovnikova)
- adicija vodika (H2, hidrogeniranje):

R-CH=CH2 + H2 → R-CH2-CH3
- oksimerkuriranje (Hg(OAc)2, voda):

R-CH=CH2 + [(Hg(OAc)2] + H2O → R-CH(OH)-CH3
- Hidroboriranje:

- Prinsova reakcija (formaldehid, voda)